# Karabinhage
En karabinhage er en fjederlås til fastgøring af remme og lignende. Oprindelsen til navnet var at den brugtes til at sætte en rem på en rytters gevær, karabinen.
Karabinhager benyttes i dag bredt til mange formål og findes i mange udformninger. Mange har en lille karabinhage i nøgleringen, og den benyttes til hundesnore og taskeremme. I bjergklatring benyttes særlige karabinhager af stål eller aluminium til sikring mod fald, og disse skal have en høj brudstyrke – over 22 kN samt en speciel skruesikring mod utilsigtet åbning (skruekarabiner). Da klatring er farligt bruges godkendte og testede klatrekarabinhager.
I sejlsport benyttes karabinhager meget, bl.a. til at fastgøre forsejl til et forstag.